# (5571) Lesliegreen
(5571) Lesliegreen est un astéroïde de la ceinture principale.

## Description
(5571) Lesliegreen est un astéroïde de la ceinture principale. Il fut découvert le 1er juin 1978 à La Silla par Karl W. Kamper. Il présente une orbite caractérisée par un demi-grand axe de 3,02 UA, une excentricité de 0,07 et une inclinaison de 9,7° par rapport à l'écliptique.

## Compléments